# スペインの言語
| 自治州         | 州公用語                 | カスティ ーリャ語 | 州公 用語 | 両方  | 他   |
| -------------- | ------------------------ | ----------------- | --------- | ----- | ---- |
| カタルーニャ   | カタルーニャ語、アラン語 | 55.0%             | 31.7%     | 3.8%  | 9.6% |
| ヴァレンシア   | バレンシア語             | 60.8%             | 28.8%     | 9.5%  | 0.8% |
| ガリシア       | ガリシア語               | 30.1%             | 52.0%     | 16.3% | 1.6% |
| バスク         | バスク語                 | 76.1%             | 18.8%     | 5.1%  | n/d  |
| バレアレス諸島 | カタルーニャ語           | 47.7%             | 42.6%     | 1.8%  | 7.9% |
| ナバーラ       | バスク語                 | 89.0%             | 7.0%      | 2.0%  | 2.0% |

スペインでの言語分布

スペインでは様々な土着の言語が話されており、カスティーリャ語またはスペイン語はスペイン全土の公用語であり、スペインのほぼすべての自治州において最も母語話者の多い言語である。一方スペインを構成する17の自治州のうちの6自治州においては、カスティーリャ語と並んで別の言語が公用語となっている。これらの自治州に居住する人々にとってカスティーリャ語と他の言語との間での様々な程度および様々なコミュニケーション状況における二言語併用主義は日常的な出来事である。
2005年に実施された言語調査によると、スペインの人口の89%がカスティーリャ語を母語としており、9%がカタルーニャ語あるいはバレンシア語を、5%がガリシア語を、1%がバスク語を母語とし、3%のものがそれら以外の外国語を母語としている（スペインへの移民の結果）。
スペインで話されている土着語のうち、孤立言語であるバスク語を除くすべてはインド＝ヨーロッパ語族に属するロマンス語の下位グループのイベロ・ロマンス語に属する言語である。

## カスティーリャ語
カスティーリャ語（castellano）またはスペイン語（español）は全スペインにおける唯一の言語であり、スペインの住民の大多数の日常語であり、母語である。また、スペインはコロンビアと並んで、メキシコ、アメリカ合衆国に次いで世界第3位のスペイン語（カスティーリャ語）人口を持つ。
カスティーリャ語はアストゥリアス州、カンタブリア州、ラ・リオハ州、アラゴン州、カスティーリャ・イ・レオン州、マドリード州、カスティーリャ＝ラ・マンチャ州、エストレマドゥーラ州、アンダルシーア州、カナリア諸島州、ムルシア州、そしてセウタとメリージャ、その上ナバーラ州の大部分とヴァレンシア州の内陸部のいくつかのコマルカにおいて唯一の公用語の地位にある。
また、カタルーニャ州、バラアース諸島州、ヴァレンシア州の沿岸部、ガリシア州、バスク州、ナバーラ州のバスク語地域など州公用語としてカスティーリャ語以外の言語が使われる地域においても、州公用語とともに公用語の地位にある。カスティーリャ語はガリシア州を除くすべての二言語併用州においてそこの住民の過半数以上の母語であり、家庭での日常使用言語となっている。
このカスティーリャ語の優位性は中世にすでに始まっていた。レコンキスタの過程で、カスティーリャ王国（Reino de Castilla）が誕生し、やがてレオン王国やガリシア王国の版図をもその勢力下に統合（Corona de Castilla）し、イベリア半島において政治的、文化的、経済的に他を圧倒し始めた。その結果、カステーリャの文化的威信が高まり、もともとはカスティーリャのブルゴス周辺の言語に過ぎなかったカスティーリャ語が、当時ナバーラ・アラゴン語（Navarro-aragonés）と呼ばれた言語の話されていたアラゴン連合王国（Corona de Aragón）やナバーラ王国の版図においてさえも、16世紀から17世紀にかけて補助的な言語（行政、商業・貿易、情報伝達・通信、外交のための）として使用されるようになった。また20世紀後半には国内の人口移動がかつてなく激しくなり、そうすると、カスティーリャ語の共通語的性格もあったことにより、この優位性は国内の隅々にまで広がっていった。

## 州公用語

### カタルーニャ語、バレンシア語
カタルーニャ語（català）はカスティーリャ語とともに、カタルーニャ州、バラアース諸島州の州公用語であり、同様にバレンシア語（valencià、言語学的にはカタルーニャ語の西部地域変種（方言）である）もカスティーリャ語とともにヴァレンシア州の州公用語とされる。

ヴァレンシア州のバレンシア語/カスティーリャ語二言語地域（緑色）

- カタルーニャ州においては主要な2地域変種（方言）が存在する。中部方言はバルセロナ県、ジローナ県、そしてタラゴナ県の東半分で見られる。レリダ県とタラゴナ県の西半分で話される地域変種は北西方言と呼ばれる。2008年にカタルーニャ自治州政府が実施した調査によると、カタルーニャ州ではカスティーリャ語を母語とするものが人口の過半数（およそ55.0%）で、カタルーニャ語を母語とする割合は31.6%で、約3.8%のものが両言語を母語としている[4]。また州人口の76%が居住するバルセロナ都市圏（アンビト・マトルプリター・ダ・バルサローナ（カタルーニャ語版））地域とカム・ダ・タラゴーナ（カタルーニャ語版）地域ではカスティーリャ語が優勢で、自治州の残りの地域がカタルーニャ語優勢地域となっている。
- バラアース諸島州で話されるカタルーニャ語（バラアース方言[注釈 2]）はカタルーニャ語東部方言の下位変種で、いくつか本土の言葉とかなり異なる特徴（定冠詞el/laがes/saとなることなど）があり、balear（発音: [bəɫəˈa] バラアー、バラアース方言、バラアース語）と呼ばれる。バラアース諸島自治州政府（Govern de les Illes Balears）が2003年に実施した調査によると、バラアース諸島ではカスティーリャ語は人口の47.7%の母語となっており、42.6%が、カタルーニャ語、そして1.8%が両言語を母語としている。パルマ・デ・マリョルカ都市圏とアイヴィーサ島（イビサ島）ではカスティーリャ語が優勢で、一方マノルカ島（メノルカ島）とマリョルカ島の農村部ではカタルーニャ語が支配的である。
- ヴァレンシア州では、伝統的にバレンシア語と呼ばれる、言語学的にはカタルーニャ西部の変種が話されている。19世紀から20世紀の間バレンシア語はカタルーニャ語とは別の言語か、カタルーニャ語の地域変種であるかというヴァレンシア言語対立（スペイン語版）が繰り広げられた。ヴァレンシア州は言語的には2つの地域に分けられる。カスティーリャ語単一言語地域（州の面積の25%の地域で、人口の13%が居住する）とバレンシア語/カスティーリャ語二言語地域（州の面積の75%の地域で、人口の87%が居住する）である。2003年のヴァレンシア自治州政府の調査によれば、二言語地域においては、人口の54.5%の人は主にカスティーリャ語を話し、36.4%の人は主にバレンシア語を話し、6.2%の人は両言語を同じように使う。[5]ヴァレンシア都市圏、アラカント＝エルチェ都市圏、カステリョー・デ・ラ・プラーナ都市圏ではカスティーリャ語が優勢で、一方アラカント県北部、ヴァレンシア県南部、そしてカステリョー県の大部分ではバレンシア語が支配的である。

### ガリシア語

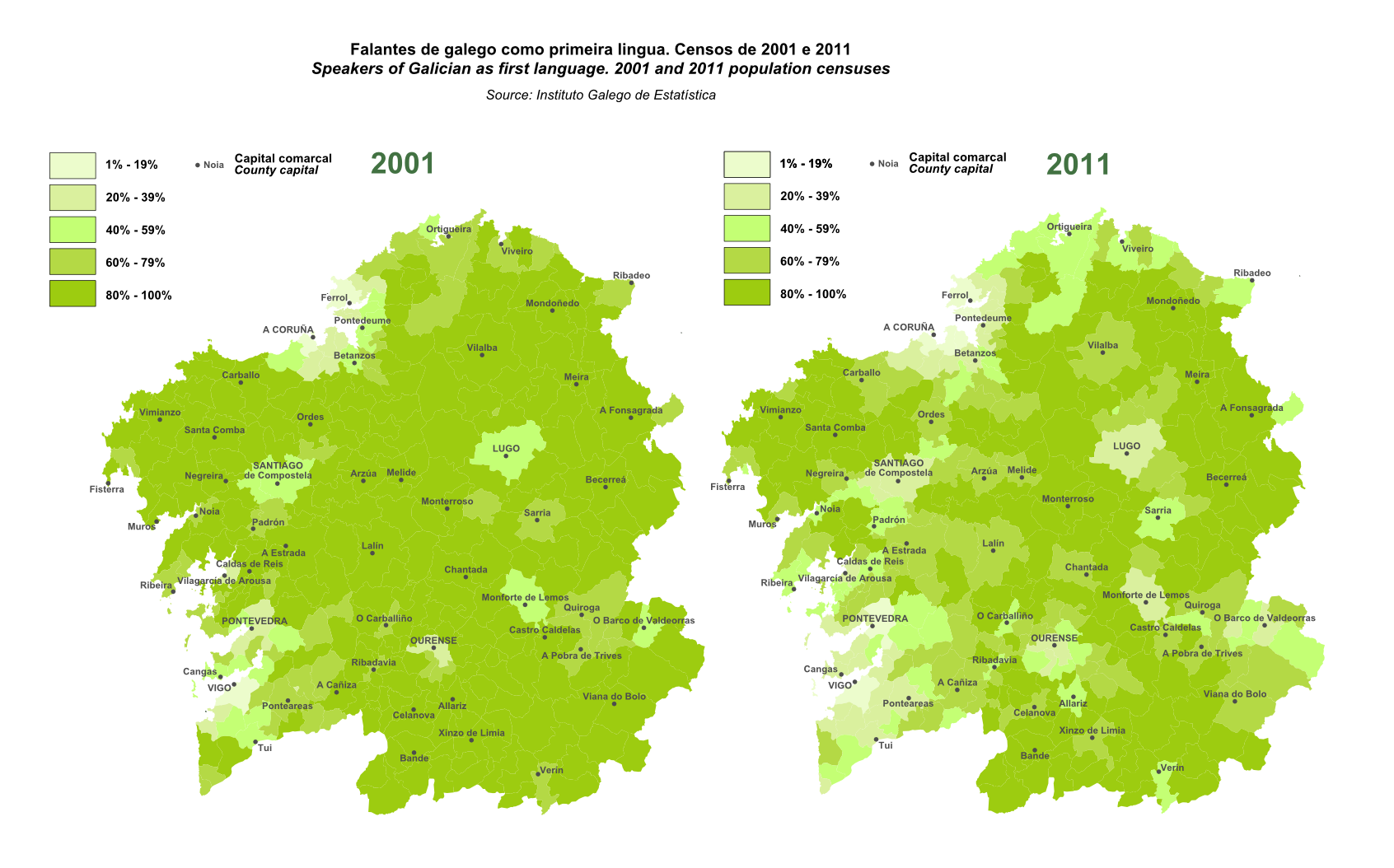
ガリシア語を第一言語とする話者分布（ガリシア統計局の調査に基づく）：色の濃い地域が割合が高い

ガリシア語（galego）はガリシア自治州においてカスティーリャ語とともに公用語となっている（スペイン1978年憲法第3条2項とガリシア自治憲章第5条）。ガリシア語は、中世において同一の言語共同体を形成していたポルトガル語とともに、カスティーリャ語と同様にイベロ・ロマンス語を構成する。事実、一部の少数派はポルトガル語との間に差異があるにもかかわらず、今日においてもポルトガル語との一体性を保持しようとしている（再統合主義Reintegracionismoと呼ばれる）。ガリシア語は南北の帯状の3つの主要な地域変種（西部、中部、東部）ブロックに分けられ、また各ブロックはその内部に下位変種地域を持つ。
ガリシア州では、ガリシア語が人口の52.0%の人々の母語となっており、カスティーリャ語は30.1%の人の、そして16.3%の人は両言語を母語とする。また、61.2%の住民は日常的にカスティーリャ語よりもガリシア語を使用し、一方38.3%の人はカスティーリャ語を日常的に使用する。
また、都市部ではカスティーリャ語が多く話され、ガリシア語は農村・漁村・山間部などで多く話される。

### バスク語
バスク語（euskara）はバスク州と、ナバーラ州の北部の州のおよそ3分の1の広さの地域で、カスティーリャ語とともに公用語の地位にある。また、バスク語自体は6地域変種（方言）euskalkiakに分けられ、中央部に位置する地域変種群をもとに共通バスク語（euskera batúa）が制定された。

ナバーラ州とバスク州でのバスク語会話能力分布（2001）

- バスク州では、アラバ県のほぼ全域とビスカヤ県の西部地域ではバスク語が使われなくなって何世紀もたつのにもかかわらず、州全域でバスク語が公用語となっている。現在これらの非バスク語地域においても、州政府によって公立学校でのバスク語教育が推進されている。地域変種としては次のようなものがある：ビスカヤ県とアラバ県北部とギプスコア県西部で話されるビスカヤ方言（vizcaíno、bizkaiera）；ギプスコア県の大部分の地域で話されるギプスコア方言（guipuzcoano、gipuzkera）；ギプスコア県最東部で話されている高ナバーラ方言（alto-navarro、goi-nafarrera）。バスク自治州政府（Gobierno Vasco、Eusko Jaurlaritza）の2001年のデータによれば、バスク語は16歳以上人口の11.8%のものが家庭内での主要な言語として用い、5.2%のものが両言語を同じように家庭内で用いている。残りのおよそ83.0%のものは、家庭内でカスティーリャ語のみをもっぱら用いる。[7]
- ナバーラ州においては、バスク語は州北西地域にある自治体によって構成されている通称バスク語地域（zona vascófona、正式にはpredominio lingüístico oficial）と呼ばれるエリアにおいて、カスティーリャ語とともに公用語の地位にある。そこで話される言語は高ナバーラ方言（ナバーラ方言）に分類される。このバスク語地域の南部から東部に隣接して広がる地域は、そこの自治体によって混合地域（zona mixta）が形成され、それらの自治体ではバスク語の使用について便宜が図られている。そして残りの州の南半分の地域は非バスク語（no vascófona）地域で、そこは歴史的には、中世にロマンス語の一つであるナバーラ・アラゴン語が話され、後にはカスティーリャ語が話されるようになった地域である。2001年のナバーラ統計局のデータによると、ナバーラ州全体では、住民の7.0%がバスク語を、88.9%がカスティーリャ語を、そして2.1%が両言語を母語としている[8]。バスク州政府の家庭内でのバスク語の使用状況についてのデータによると、ナバーラ州の住民の4.8%が家庭内でバスク語を使用し、1.5%がバスク語とカスティーリャ語を同じように使用し、93.7%がもっぱらカスティーリャ語のみを使用している。

まとめると、バスク語はおよそ270,000人（0.67%）のスペイン国民によって、家庭内での主要言語となっており、120,000人（0.28%）のスペイン国民がバスク語とカスティーリャ語を家庭内で同じように使用している。

### アラン語

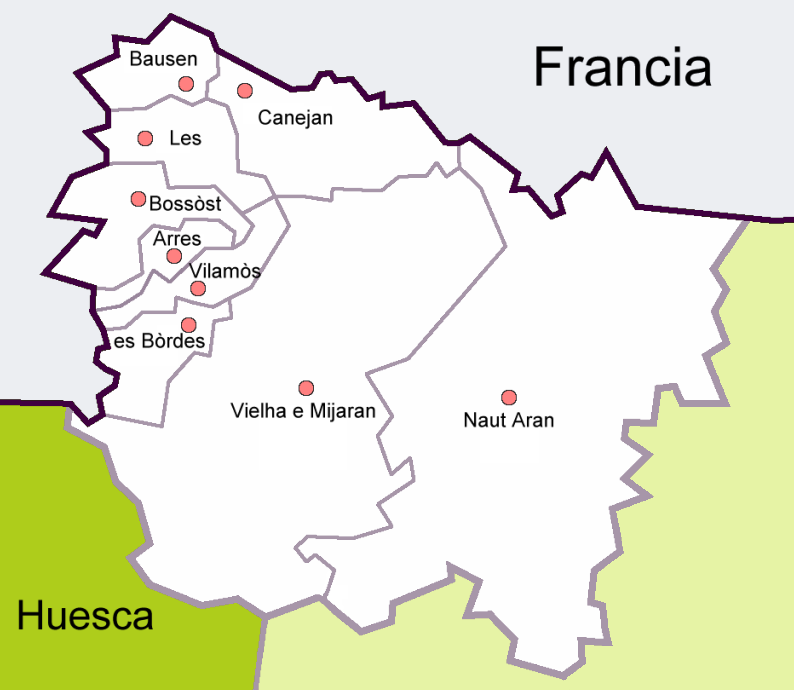
バル・ダランの自治体

アラン語（aranés、レリダ県の北西部に位置するバル・ダランで使用されるオクシタン語の一つガスコーニュ語の地域変種）はその地域の公用語で、2006年の新カタルーニャ自治憲章（Estatuto de autonomía de Cataluña de 2006）によって全カタルーニャにおける公用語となった。2001年の言語調査によれば、バル・ダランでは人口の38.78%がカスティーリャ語を母語とし、34.19%がアラン語を、19.45%がカタルーニャ語を母語とする。アラン語を母語とするものはおよそ2,800人で、これはスペインの総人口の0.007%に当たる。

## 公用語になっていない地方語

イベリア半島での言語分布の歴史。かつては半島北部に西からガリシア語/ポルトガル語、レオン語、カスティーリャ語、バスク語、アラゴン語、カタルーニャ語があり、バスク語以外はレコンキスタとともに半島の南部（アラビア語やモサラベ語を話していた地域）へ向けて帯状に広がっていったが、レコンキスタ後はカタルーニャ語の勢力が強まっていった

アラゴン語、アストゥリアス・レオン語はロマンス語に属する言語で、スペイン内の少数言語として現在も話されており、両言語は20世紀末にユネスコによって消滅の危機に瀕する言語に指定された。
両言語はそれぞれの地方で認知されており：アラゴン語はアラゴン州ではアラゴン言語法（Ley de Lenguas de Aragón）、アラゴン固有の、オリジナルな、歴史的な言語とされる；アストゥリアス・レオン語については、アストゥリアス州ではアストゥリアス語は法律によって規定され、カスティーリャ・イ・レオン州では1983年の自治州憲章（Estatuto de Autonomía de Castilla y León）によって、レオン語は同州における言語的資産の一つであるとされた。

### アラゴン語

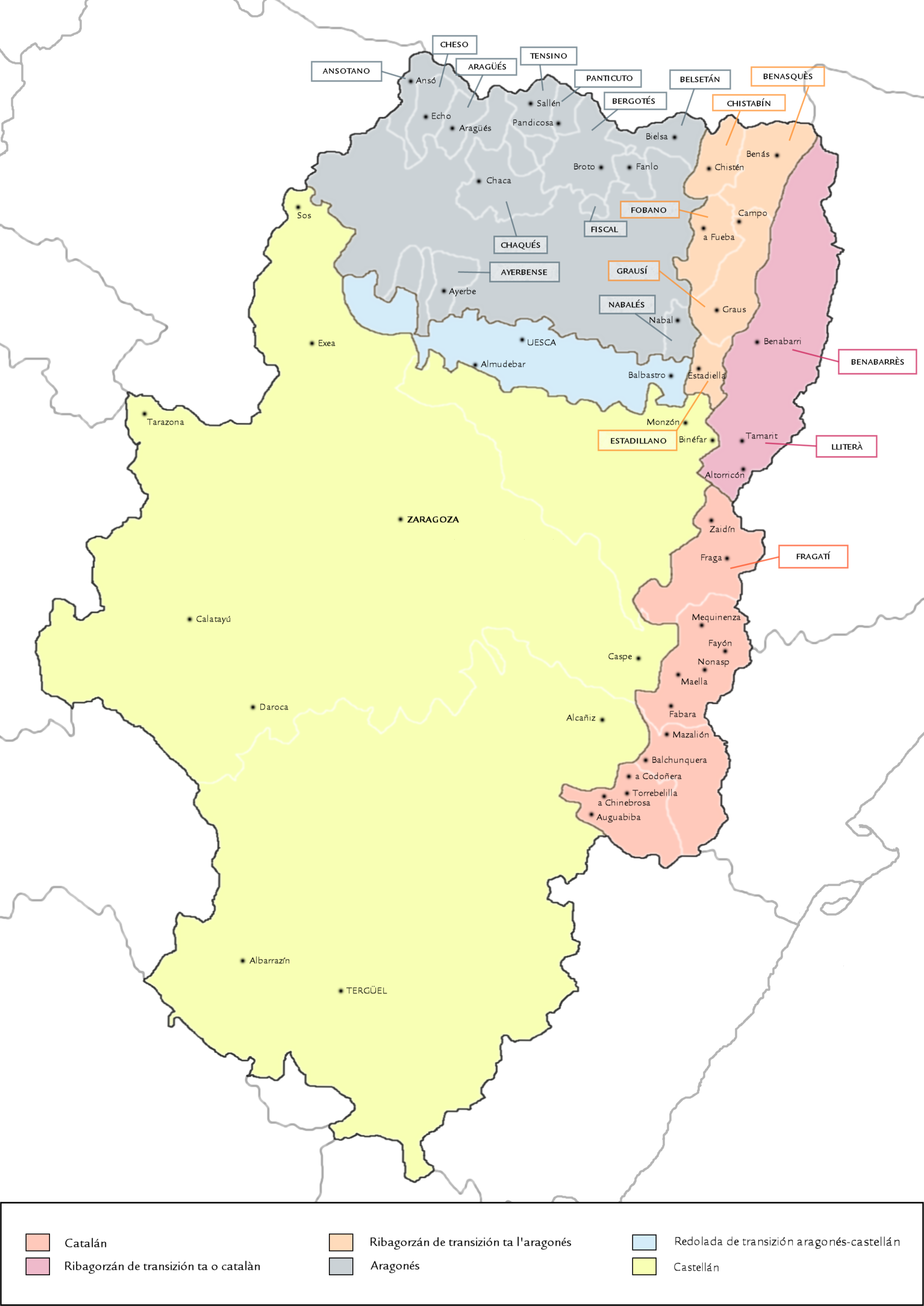
アラゴン州における言語分布とアラゴン語の地域変種

アラゴン語（aragonés）は伝統的、非公式的にはファブラ（fabla）と呼ばれており、中世にはナバーラ・アラゴン語と呼ばれ、ナバーラ王国、アラゴン王国、バレンシア王国などにおいて話されていた。現在ではアラゴン州のピレネー山脈の谷間と、カスティーリャ語の強い影響にさらされている地域変種がウエスカの南に広がっているにすぎない。20世紀末ごろからこの言語を守るために、各地にアラゴン語防衛協会が設立され、言語促進活動が活発に行われ、現在いくつか存在するアラゴン語正書法を統一的なものにする動きや、アルト・アラゴン地方での公用語化の動きなどもある。
現在アラゴン語を規範化している団体としてはアラゴン語アカデミーとアラゴン・ファブラ審議会が有力で、他にはアラゴン言語協会がある。現在、2011年5月に設立されたアラゴン言語アカデミーによって統一正書法作成作業が進められており、近い将来同アカデミーによって公式な正書法が定められる予定となっている。
2009年のアラゴン言語法によると、アラゴン語とカタルーニャ語はアラゴン州における起源的、歴史的な固有言語であると規定されている。同言語法にはこれらの言語についての公用語性については明確には規定していないが、1999年のアラゴン文化財法（Ley de Patrimonio Cultural Aragonés）によれば同言語法によって公用語性が準備されるとある。現在アラゴン語はおよそ12,000人の人々によって話されているとされる。アラゴン語の地域変種（方言）には以下のものがある：
- 中央方言（aragonés central）－（belsetán、chistabín、tensino、panticuto、bergotés、etc.）
- 東部方言（aragonés oriental）－（benasqués、grausino、ribagorzano、fovano、chistabín）
- 南部方言またはソモンターノ方言（aragonés semontanés）－（ayerbense、somontanés）

### アストゥリアス・レオン語

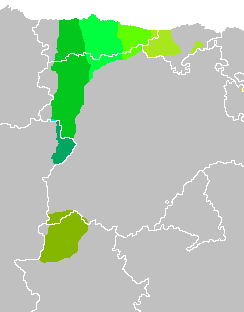
アストゥリアス・レオン語の分布

アストゥリアス・レオン語（asturllionés）のうちアストゥリアス州で話されるものはアストゥリアス語（asturianu）、または伝統的にはバブレ（bable）と呼ばれ、レオン地方のレオン県とサモーラ県で話されるものはレオン語（llionés）、そしてポルトガルのミランダ・ド・ドウロ地域で話されるものはミランダ語（mirandés）と呼ばれる。また、研究者によってはカンタブリア州と、サラマンカ県南部からエストレマドゥーラ州にかけてのカスティーリャ語＝アストゥリアス語過渡地域で話される言語はアストゥリアス・レオン語に属す言語で、それぞれカンタブリア語（cántabru、伝統的にはmontañésとして知られる）と、エストレマドゥーラ語と呼んでいる。アストゥリアス州においては、その使用は法令によって規定されており、語彙と文法はアストゥリアス言語アカデミーによって定められている。しかしながら他の使用地域には拘束力は及んでいない。カスティーリャ・イ・レオン州では新しい州憲章で、レオン語は同州の言語資産の一部を構成するとされ、公的な機関による保護ならびに促進の対象とされるであろうことが規定された。ミランダにおいてはポルトガル語に準ずる形で正書法が定められ、これらのアストゥリアス・レオン語のうちで、唯一公用語の地位を獲得している。アストゥリアス・レオン語には様々な地域変種が認められるが、大きく3つの下位グループに分けられる：西部変種はアストゥリアス州、レオン県、サナブリア（サモーラ県）、そしてポルトガルのミランダ地域；中部変種はアストゥリアス州の大部分で、この地域の言葉をもとにアストゥリアス語の規範が作られている；そして東部変種。アストゥリアス州ではいくつかの民間団体と一部の政治家によって提案されている、アストゥリアス語の公用語化について議論が沸き起こっている。
2003年に実施された調査によると、アストゥリアス州の人口の17.7%がアストゥリアス語を、20.1%がアストゥリアス語とカスティーリャ語を、そして58.6%がカスティーリャ語を母語とする。

### その他の言語
スペイン国民によって話されるその他の言語はヒターノ社会で話されているカロー語やロマ語の影響を受けたスペイン語のジャーゴン、メリージャで話されているベルベル語の一つタマズィグト語、そしてメリージャとセウタでのアラビア語の口語であるモロッコ・アラビア語（dariya）などがある。

## 地域変種（バリエーション）、孤立的言語
ここでは言語変種、隣接言語との過渡的連続的地域変種、および支配的言語地域の中に（飛び地のように孤立的に）存在する言語について述べる。

### カスティーリャ語の地域変種
スペイン国家内の主要な地域的変種（地域方言）：
- カスティーリャ語北部方言（スペイン語版）－北はカンタブリア州から南はアビラ県、クエンカ県、東はアラゴン語やカタルーニャ語、西はアストゥリアス・レオン語地域にいたるエリアで話される。
- アンダルシーア方言はアンダルシーア州の大部分と、セウタとメリージャなどでみられる多くの共通する特徴をもつスペイン語の地域変種の総称である。多くのアメリカ・スペイン語の特徴のかなりの部分が、アンダルシアの地域変種の中でも最も優勢である西アンダルシアでの地域変種（現在のウエルバ県、セビリア県、カディス県地域のもの）に由来すると考えられている。たとえばC音化（ceceo）/S音化（seseo）、音節末の/s/の気音化（aspiración）、<ch>（/ʧ/）の摩擦音化（fricativización）、内破的位置にある/l/と/ɾ/の同音化（r音化とl音化）などの特徴は、まずアンダルシーアにおいて記録に残され、これらはアメリカスペイン語の多くにおいても優勢なものとなっている。アンダルシーア方言はまず2つの下位方言：西部方言と東部方言にわけることができる。西部方言地域はウエルバ県、セビリア県、カディス県、コルドバ県の西部地域（グアダルキビール川流域の渓谷部）、マラガ県の西部地域とセウタに及んでいる。東部方言地域はハエン県、グラナダ県、アルメリーア県、コルドバ県の東部地域とマラガ県の東部地域、そしてムルシア州とメリージャにもおよんでいる。アンダルシーアの外、あるいは隣接地域へのアンダルシーア方言の広がり（バダホス県での西部方言、ムルシア州での東部方言）に関してはアンダルシーア方言の定義付けの基準によって様々な解釈がある。
- カナリアス諸島方言（スペイン語版）は初期のコンキスタドールや植民者の間でみられた、アンダルシーア方言のうちのセビリア方言に見られる特徴の大部分（s音化（seseo）、音節末の/s/の気音化、2人称複数敬称形ustedesの広範囲に及ぶ使用など）をもつカナリア諸島でのカスティーリャ語の地域変種。このカナリア諸島で話される言語には、ベルベル語と同系統であるとされるこの地の先住民の言語で、現在では死語となっているグアンチェ語から大きな影響も見られる。またカスティーリャ人以前にこの地へやってきていたポルトガル語の影響やアメリカ語法（アメリカスペイン語）も見られる。
- ムルシア方言（スペイン語版）は、ムルシア州、アリカンテ県とアルバセーテ県の南部で話されるカスティーリャ語の歴史的方言である。その特徴は雑多な、様々な特徴がみられることであり、ラテン語法、アラビア語法、モサラベ語法、アラゴン語法、オクシタン語法、カタルーニャ語法、バレンシア語法、ロマンス語時代の古語（すでにラテン語とは言えないほど変化してしまっている現代のロマンス語以前の段階の語法）などがみられる。カルタヘーナ地域やベガ・バッハ・デル・セグーラ地域ではS音法（seseo）がみられ、またウエルタ・デ・ムルシア地域では、現地ではパノーチョと呼ばれているが、C音法（ceceo）がみられる。過渡的な言語様相は南部と西部でアンダルシーア方言（グラナダ県とアルメリーア県）と、北部はラ・マンチャ方言（アルバセーテ県）との間で見られる。ムルシア方言で書かれたものは多くはないが、20世紀になってからはそれさえもほぼなくなり、現在では話し言葉としても消滅の危機にあり、疎外された状況にある。現在の住民の話し言葉は上記の歴史的方言と、カスティーリャ語の間の過渡的様相（つまり歴史的なムルシア方言とカスティーリャ語のどちらの特徴がより多いかということ）がみられるという状況にあり、より優勢であるのはカスティーリャ語的なものである（カスティーリャ語化）。

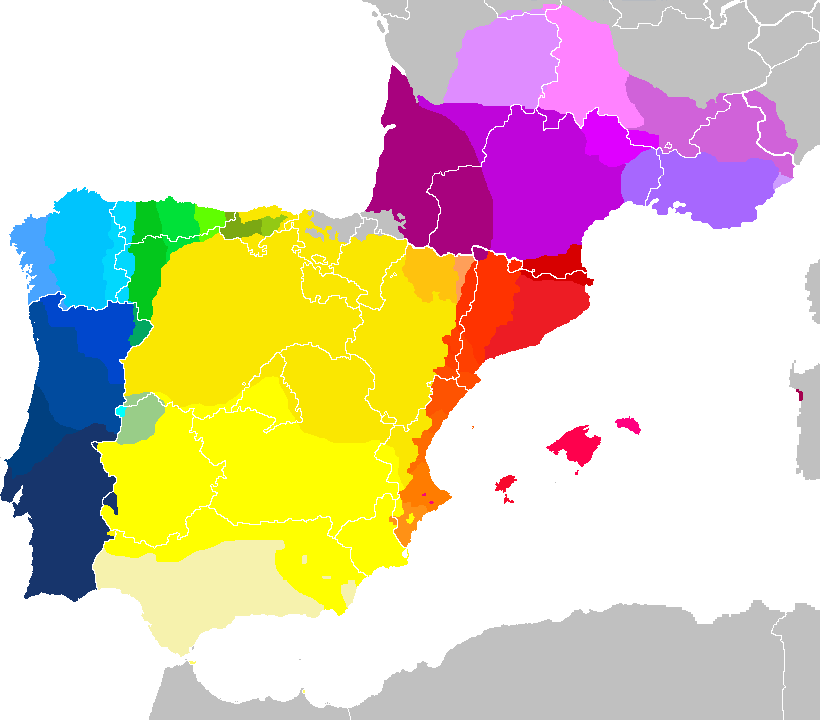
イベリア半島のイベロ・ロマンス語の言語地図

- エストレマドゥーラ方言（castúo、あるいは中部エストレマドゥーラ方言（medioextremeño）、低エストレマドゥーラ方言（bajoextremeño））はエストレマドゥーラ州で話される、カスティーリャ語の南部方言に見られる特徴にレオン語（あるいはエストレマドゥーラ語）の特徴も併せ持つカスティーリャ語の地域変種である。
- リオハ方言（dialecto riojano）は、ラ・リオハ地方で話される方言で、東部はアラゴン語の、北部はバスク語の、西部はアストゥリアス・レオン語の影響がみられる。

また、以上の地域変種間の隣接地帯では双方の特徴がみられる過渡的変種がみられる。

### 周縁地域における言語的様相
周縁地域で話される言語は、隣接する2つの言語の特徴を併せ持っていることが知られ、語彙、文法、音韻・音声など言語として自立するほどのそれ自身の言語的特徴は持っていない：
- カンタブリア語（スペイン語版）（cántabro、montañésとも呼ばれる）－アストゥリアス・レオン語にカスティーリャ語的要素が加わっている。アストゥリアス州の最東部からビスカヤ県の西部にまたがるいくつかの地域で話される。
- エストレマドゥーラ語（extremeño）または高エストレマドゥーラ語－アストゥリアス・レオン語にカスティーリャ語の南部の特徴が混じっている。カセレス県の北西部、北中部地域やサラマンカ県南部のいくつかの自治体において話される。
- アストゥリアス・ガリシア語（galego de Asturias）またはエオ＝ナビア語（eonaviego）－ガリシア語にアストゥリアス語の要素が混在。アストゥリアス州西部コマルカ・デ・エオ＝ナビア（スペイン語版）地域で話される。
- エレーラ・デ・アルカンタラ（スペイン語版）（またはフィレーラ）で話されるポルトガル語（portugués de Firrera）－深いレベルでカスティーリャ語化された、古ポルトガル語の変種。
- ファラ語（fala de Jálama、シャリマ語xalimeguあるいはエストレマドゥーラ・ガリシア語、ガリシア・エストレマドゥーラ語galaico-extremeñoなどとも呼ばれる）－カセレス県の北西部に位置するバル・デ・ハラマ（バリ・デ・シャリマ）地域のエルハ（エジャ）、バルベルデ・デル・フレスノ（バルベルディ・ドゥ・フレスヌ）、サン・マルティン・デ・トレベッホ（サ・マルティン・デ・トレベージュ）の3自治体で話される言語。この3自治体で話される言語にはそれぞれガリシア語、あるいはポルトガル語が持つのと同様な共通な特徴を持つガリシア・ポルトガル語（中世ガリシア語）を基礎として、カスティーリャ語とエストレマドゥーラ語の影響を受けた言語様相が見られる。

### 他言語地域の中の言語
- アラゴン州の最東部カタルーニャ州と境界を接する帯状の地域（franja de Aragón）ではカタルーニャ語北西部方言の変種が話されており、話者数はおよそ30,000人を数える[16][17]（es:Lengua catalana en la Franja de Aragón参照）。この地域で話されるカタルーニャ語と一口に言うが、実際にはそれぞれの地域ごとの違いは小さくない。
- ムルシア州の北東部、ヴァレンシア州との境界地域にある山地シエラ・デル・カルチェ（sierra del Carche）地域にあるいくつかの地区ではバレンシア語が話されている。この地域のバレンシア語は19世紀末から20世紀初頭に隣接するアラカント県の農民たちによって持ち込まれたものである。1950年から1960年にかけてこの地域からの人口流失が顕著になった。2006年のデータではこの地域では697人の住民によってバレンシア語が話されていることが確認され[18]、また1990年から2000年にかけてのイギリス国籍を持つ者のこの地域への移住によって、英語も話されている。
- ガリシア州に隣接するカスティーリャ・イ・レオン州のレオン県とサモーラ県のガリシア隣接地域のいくつかの自治体ではガリシア語が話されている。また、アストゥリアス州の西部ガリシア隣接地域においても、ガリシア語の地域変種が話されており、この言語はアストゥリアス・ガリシア語（galego de Asturias）、あるいはエオ＝ナビア語（eonaviego）とも呼ばれる。この言語については、ガリシア語の変種であるか、ガリシア語とアストゥリアス語の過渡地域の言語であるかの論争があるが（主に政治絡みで）、言語学的にはガリシア語の変種であるとされる。
- エストレマドゥーラ州カセレス県の自治体セディージョ（スペイン語版）の中のポルトガルと接する1地区ではポルトガル語が話されている。また、同州のバダホス県のオリベンサを中心とした地域でも、ポルトガル語の変種（portugués oliventino）が話されているが、1940年代までは日常的に話されていたこの言語は現在では衰退が著しく（とくに市街地から離れた集落など）、また、オリベンサの市街地などでは高齢者間にかぎって話されるという状況である[19]。また、カスティーリャ・イ・レオン州サラマンカ県のポルトガルと隣接する自治体ラ・アラメディージャ（スペイン語版）の中の狭い1地区においてもポルトガル語が話されている。

## 非音声言語、手話
- 手話:
  - スペイン手話（スペイン語版） (LSE)
  - カタルーニャ手話（スペイン語版） (LSC)
  - ヴァレンシア手話（スペイン語版） (LSCV)
- シルボ－カナリア諸島 ラ・ゴメーラ島の口笛言語。

## 非土着語・外来言語

### 移民によってもたらされた言語
1990年代以降スペインに外国からの移民の大きな波が押し寄せ、いくつかの自治州においては外来言語話者の増加が目立ってきている。スペイン国立統計局の2006年の調査によれば、総人口の9.68%が外国籍で、そのうちの34.5%が中南米の旧植民地諸国からのもので、スペインの移民の言語ではカスティーリャ語が最も高い割合となっている。
カスティーリャ語に次いで多い移民の言語は以下である：
- アラビア語、とくにアラビア語モロッコ方言がマグリブ諸国からの移民の中で際立っている。2006年の外国人登録者のなかで、モロッコをはじめとする、アルジェリア、エジプト、シリア、レバノン、ヨルダン、チュニジア、イラクなどのアラブ諸国国籍の移民は618,332人に上る。アラブ系移民はスペイン全土でみられるが、とくにセウタ、カタルーニャ州、アンダルシーア州に多い。
- ルーマニア（2006年時点で居住許可を受けているものは407,159人、上位3番目の移民集団）とモルドヴァ（11,330人）出身者のコロニーではルーマニア語が話される。とくに、マドリード州、カスティーリャ＝ラ・マンチャ州、アラゴン州、ヴァレンシア州などで多い。
- 英語はマラガ県、アラカント県（アリカンテ県）にとくに多く、英国出身者によって話される。INEの2006年のデータでは、総計315,122に人の英国、アイルランド、米国、カナダ、オーストラリアなどの国籍保持者が居住許可を受けている。アラカント県やマラガ県の沿岸地域の多くの自治体では自治体人口の30%以上が英国人によって占められ、そこでは英語の新聞が発行されたり、英語放送を行うラジオ局もある。また、バラアース諸島州、ムルシア州、アルメリーア県などにも多い。
- ドイツ語はバラアース諸島州やカナリア諸島州に多く、2006年のデータでは173,651人のドイツ、スイス、オーストリア市民が居住許可を受けている。
- ベルベル諸語はスペインに居住する563,012人のモロッコ人によって話され、そのうちタリフィート語はメリージャへの移民者の間で最も話されている言語である。
- ポルトガル語は、ポルトガルからの移民（とくにガリシア州とレオン県に多い）とブラジルからの移民（スペイン全土）によって話される。2006年のデータでは153,076人の両国出身者が居住許可を受けている。
- スペインにおける中国出身移民の大半は浙江省出身で、彼らによって話される中国語は呉語である。2006年のデータでは104,681人の中国国籍のものが居住許可を受けている。
- ブルガリア語－スペインには101,617人のブルガリア人が居住許可を受けており、彼らの大半はバリャドリッド県とセゴビア県に居住している。
- スペインではフランス語は近代以降、カディス、セビリア、アラカント、バルセロナなどの街に定住したフランス人商人のコロニーを通じて、多くもたらされた。アルジェリア独立戦争後30,000人以上のピエ・ノワール（フランス系アルジェリア植民者）がスペイン、とくにアラカント県に移住した。2006年のデータによれば、90,201人のフランス国籍のもの、29,526人のベルギー国籍のもの、15,385人のスイス国籍のものが居住許可を受けている。また、フランス語を公用語、もしくは公用語ではないものの重要な言語となっている旧フランス植民地、旧ベルギー植民地であったアフリカ諸国からの移民も多い（アルジェリア、モロッコ、セネガルなど）。
- ケチュア語はスペインに定住しているアンデス出身者によって話されている。
- サハラ以南アフリカ諸語のうち多くみられるものは、フラニ語、ウォロフ語、マンディンカ語、ソニンケ語などである。

### 第二言語としての学習外国語
現在外国語としてまず学ばれているのは英語である。次にフランス語で、そしてドイツ語、イタリア語と続く。1970年代まではフランス語が最も学ばれていたが、その後英語にその地位を譲った。8歳から多くの学校で、英語が必修科目として教えられているし、中学校（12-16歳）や高校（16-18歳）などでは選択科目としてフランス語を学ぶこともできる。
しかしながら、これらの言語をかなりのレベルで習得した人の割合は高くないのが現状である。2005年に行われた調査によると、英語での十分なレベルでの会話能力を有するスペイン人は27%に過ぎず、フランス語では12%であるとの結果が出た。
また、同調査によると、スペイン人の56%が自身の母語のみでしか会話ができないという結果（EU平均では44%）が出ており、残りの44%が母語以外の言語の会話能力を有し、母語以外に2言語以上の会話能力を有する者は17%であるという結果が出た。この母語以外の言語の会話能力のデータには、母語としてカスティーリャ語を母語とするものがガリシア語あるいはカタルーニャ語での会話能力を有する場合、あるいはその逆の場合なども含まれることに注意が必要である。

## 消滅した言語
現在のスペイン国家の領域において過去に話されていたが、現在死語となった言語。

### 古代に話されていた言語
ローマ化以前の言語で現在も引き続き話されていると考えられている言語は、唯一バスク語で、この地にラテン語がもたらされて、以下の言語が消滅した：

紀元前300年以前にイベリア半島で話されていた言語

- ケルティベリア語（celtíbero）－インド・ヨーロッパ語族のケルト語派. ケルティベリア語と関連付けられる言語、あるいは変種（方言）は、イベリア半島の中央部や、北部、西部で話されていたと考えられるが、物証が少なくはっきりしたことはわかっていない。
- ルシタニア語（lusitano）－インド・ヨーロッパ語族の言語と考えられるが、系統関係については議論がある。現在最も支持されている説はケルト語系の言語であるが、ケルティベリア語とは異なるグループに属するというものである。ルシタニア人（lusitanos、ルシタニ人）は他のケルト系部族より早くからイベリア半島に定住していたため、他のケルト系言語より早くに分岐したとされる。ルシタニア人の近隣の部族ウェットーネース族（vetones）もインドヨーロッパ系の言語を話していたと考えられ、ルシタニア人とも関係があったとされる。
- タルテソス語（スペイン語版）（tartésico）は、アンダルシーア地方西部にローマ以前に話されていた言語であるが、この言語の系統は不明であまりよくわかっていない。
- アクィタニア語（スペイン語版）（aquitano）、この言語についても系統などはっきりしたことはわかっていないが、現代のバスク語はこの言語の末裔ではないかと考えられている。
- イベリア語（ibero）、この言語についても系統は不明であるが、アクィタニア語との関係が取りざたされている（バスク＝イベリア語説、vascoiberismo）。イベリア語はイベリア半島の東部で話されていた。
- フェニキア語はセム語派の言語で、アイヴィーサ島のローマ化以前の言語で、フェニキアの植民地建設以降紀元前8世紀ごろまで話されていた。その後フェニキア語は紀元前3世紀ごろスペインに定住したカルタゴ人によって話された。
- 古代ギリシャ語諸方言（スペイン語版）は古典ギリシア語と親縁関係のある諸方言で、イベリア半島の地中海岸域の様々なギリシャの植民地で話されていた。
- ラテン語は印欧語族のイタリック語派に属する言語で、ローマ人が紀元前218年に最初にイベリア半島に定住し、徐々に半島を征服し、紀元前17年最後の先住民を征服した。そのローマ人たちの言語がラテン語で、原住民社会のローマ化を通じてイベリア半島全体に広がっていった。そして新たなラテン語住民が誕生していった。ローマ帝政末期には、アクィタニア（es:Idioma aquitano参照）の一部などのローマの権力のおよばない中心地から離れたわずかな地域を除いて、すべての先住民言語はラテン語に置き換わった。アクイタニア語の後裔と考えられるバスク語を除き、現在スペインで話されている言語のすべてはラテン語、より正確には口語ラテン語（俗ラテン語）から派生したものである。ラテン語は現在でも学校教育の場などで学ばれている。また、数多くの碑文が残されており、教会での礼拝などでも使われている。

### 中世に話されていた言語
中世には、後に領域内の多数派言語に同化された結果消滅したいくつかの言語が話されていた：
- ゴート語はゲルマン民族のひとつ西ゴート族によって話されていたゲルマン語の一つ。イベリア半島で話されていたロマンス語に同化され、消滅した。
- モサラベ語はイスラム教徒支配下のアル＝アンダルスで、日常的に話されていたロマンス語。とくに語彙（借用語）の面でアラビア語から非常に大きな影響を受けたロマンス語の総称。キリスト教徒によるレコンキスタによってイスラム教徒支配地域の縮小とキリスト教徒諸王国による再移住策によって、キリスト教徒王国で話されていたロマンス語に同化されていった。
- アル＝アンダルス・アラビア語（árabe andalusí）は中世においてイスラム教徒支配地域アル＝アンダルスで話されていたアラビア語の変種。9世紀から17世紀にかけて話された。グラナダ王国の征服でレコンキスタが完了、そしてその後のモリスコ追放によって、その話者の多くを失い、消滅していった。
- グアンチェ語（guanche）は、スペインによるカナリアス諸島征服以前に何世紀もの間、カナリアス諸島のそれぞれの島で話されていた、様々なベルベル語を起源とする言語の総称である。
- ナバーラ・アラゴン語（スペイン語版）（navarroaragonés）－ロマンス語の一つで、この言語からナバーラ語（ナバーラ方言、romance navarro）や現在のアラゴン語が派生した。

### 近代に話されていた言語
- タバルカ語（tabarquino）は18世紀からおそらく19世紀初頭までアラカントから20km余り離れた地中海上にあるタバルカ島（スペイン語版）で話されていたリグリア語の変種。現在の住民の中にはルーツであるジェノバのものに由来する姓を持つ者もいる。一方イタリアのサルデーニャの南西部のカルロフォルテ（Isla de San Pietro）とカラゼッタにはタバルカ語を話す人々が今も存在する。

## スペインで話されていた言語から派生した言語
現在スペインでは話されていない以下の言語は、かつてスペインで話されていた言語から直接派生したものといえる。
- ユダヤ・スペイン語（djudeo-espanyol、ladino）－現在消滅の危機にさらされているこの言語は1492年のユダヤ人追放（Expulsión de los judíos de España）まで、イベリア半島に居住していたユダヤ人（セファルディーと呼ばれた）の子孫の共同体にて話されている。
- 様々なスペイン系クレオール語（スペイン語版）－スペイン語がもととなったクレオール語である。